# それいけ!ゲートボールさくら組
『それいけ!ゲートボールさくら組』（それいけ!ゲートボールさくらぐみ）は、2023年制作の日本のコメディ映画。
高校時代にラグビーで青春を謳歌した老人が当時マネージャーだった女性が経営するデイサービスの倒産の危機を救うため、昔の仲間を集めてゲートボールチームを結成、大会に挑む姿を描く人情スポコンラブコメディ。

## あらすじ
織田桃次郎は愛する妻が遺したレストランをカレー専門店として経営して暮らしているが、寂しさと物足りなさを感じる日々を過ごしていた。
ある日、彼はかつて高校時代にラグビー部でマネージャーを務めていたサクラと再会する。彼女はデイサービス「桜ハウス」を経営しているが、現在は倒産の危機に瀕していた。さらに彼女は認知症を患っているらしい。それを知った桃次郎はかつてのラグビー部の仲間たちと共に何かできないかと模索した末、ゲートボール大会に出場して優勝し、施設の知名度を上げるということを思いつく。
こうして桃次郎たちはゲートボールチーム「チームさくら組」を結成、コーチの厳しい指導や体力の衰えに苦戦しながらも、かつて青春を捧げたラグビーが持つ「ワン・フォア・オール、オール・フォア・ワン」の精神がゲートボールにも通じることに気づき、当時の固いチームワークを復活させて快進撃を始める。
だが、桜ハウスのライバル施設もゲートボール大会に出場し、チームさくら組の前に立ちはだかる。さらにその背後には、悪徳ゼネコン企業の陰謀が渦巻いていた。
果たして「チームさくら組」は、チームワークを結集して桜ハウスを守れるのか。

## キャスト
- 織田桃次郎：藤竜也
- 花田菊男：石倉三郎
- 森長兆司：大門正明
- 金原巌：森次晃嗣
- 臼井玲雄：小倉一郎
- 木下サクラ：山口果林
- 木下春子（サクラの娘）：田中美里
- 嶋田七海：本田望結
- 織田桃次郎の息子：川上たけし
- 織田桃次郎の息子の妻：中村綾
- 織田優希（桃次郎の孫）：小林郁大
- 花田菊男の息子：秋本一樹
- 森長兆司の妻：川俣しのぶ
- 嶋田七海の祖父（故人）：毒蝮三太夫（特別出演）
- 嶋田七海の母：江藤あや
- 漆黒の杜社長 長府公平：赤木悠真
- 黒沢建設 黒沢社長：成瀬正孝
- 桃次郎行きつけの小料理屋の女将：木村理恵
- 宅配弁当たしろの従業員：畠山明子
- マーガレット花蓮（レポーター）：渋川あかね
- 銀行員：新宮乙矢
- 銀行員：三宮竹史
- 中山律夫（ボーリング業者）：直江喜一
- 決勝戦実況 古田一郎：菊川浩二
- 決勝戦解説者-日本ゲートボール連合評議員 三遊亭円楽（本人役：友情出演）